# Instrumentenmundstück
Ein Instrumentenmundstück ist der Teil eines Blasinstruments, den der Musiker an den Mund setzt und durch ihn Atemluft in das Instrument bläst. Je nach zu Grunde liegendem Funktionsprinzip (bei Blechblasinstrumenten die Polsterpfeife oder bei Holzblasinstrumenten die drei verschiedenen Zungenarten) hat es unterschiedliche physikalische Einflüsse auf die Tonerzeugung. (Zur Funktionsweise siehe auch bei: Blechblasinstrument oder Holzblasinstrument)

## Mundstück für Blechblasinstrumente

1: Randdurchmesser innen; 2: Randbreite; 3: Randkontur; 4: Randinnenkante; 5: Kessel-/Trichterform und -tiefe; 6: Seele; 7: Rückbohrung; 8: Mundstückschaft

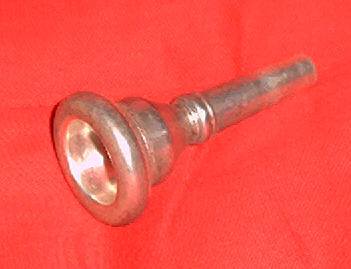
Kesselmundstück einer Posaune

Blechblasinstrumente sind meistens mit einem abnehmbaren Kesselmundstück (oder mit tiefem Kessel Bechermundstück genannt) (Trompeten, Posaunen, Tuben) oder Trichtermundstück (Waldhorn, Flügelhorn) ausgestattet. Das Mundstück ist nicht der Tonerzeuger, sondern überträgt die Schwingung von den Lippen des Bläsers in das Instrument. Die exakte Größe des individuellen Mundstücks ist abhängig von dem verwendeten Blechblasinstrument, anatomischen Gegebenheiten und den Klangwünschen des Musikers (im Folgenden angeführte Maße sind nur beispielhaft). Vincent Bach erforschte als einer der Ersten systematisch die Zusammenhänge der einzelnen Komponenten des Mundstücks.

### Randdurchmesser
Der Randdurchmesser wird entsprechend dem überwiegend benötigten Frequenzbereich (Tonbereich) gewählt. Der innere Randdurchmesser bestimmt und unterstützt die schwingenden Anteile der Lippen. 
Obwohl ein Waldhorn zwei- bis dreimal länger als eine Trompete ist, ist der Innendurchmesser des Mundstücks mit 16 bis 18 mm etwa gleich groß, weil der gespielte Tonbereich auch etwa gleich ist. 
Bei der Posaune, gleich lang wie das B-Waldhorn, ist dieses Maß ca. 25 bis 30 mm.
Die Tuba (F-Tuba entspricht der F-Hornlänge, B-Tuba ist doppelte B-Hornlänge) verwendet Größen von ca. 30 bis 35 mm.

### Randform
Die Randform und -Breite werden individuell vom Bläser gewählt, mitunter nach nicht klar bezeichenbaren Kriterien. Verallgemeinert wird gesagt: 
- Ein breiter Rand fühlt sich (vor allem bei tiefen Tönen) bequem an und ist für ungeübte Bläser empfehlenswert.
- Ein schmaler Rand erhöht die Treffsicherheit bei eng aneinanderliegenden (hohen) Tönen (auch Normallage des Waldhorns), erfordert aber mehr Übung und Lippenkraft.

Da ein kräftigerer Druck des Mundstücks auf die Lippe deren Muskelspannung und somit die Frequenz ihrer Schwingung erhöht, kann durch dieses physische „Pressen“ ein höherer Ton erzeugt werden. Das jedoch verhindert die nötige Durchblutung der Lippenmuskulatur, wodurch eine schnellere Ermüdung eintritt. Die Gefahr des Zerquetschens der Muskulatur ist vor allem bei ungenügendem Konditionstraining („falscher Ansatz“) und stomatologischer Fehlbehandlung (durchtrennte Nervenbahnen bei Zahnwurzeloperation) aufgrund fehlender Schmerzrückkopplung gegeben.

### Innenform als Kessel oder Trichter
Die geometrische Innenform des Mundstücks ist grundlegend klangbeeinflussend. Die „U“-Kesselform erzeugt mehr Obertöne und der Klang wird „scharf“ und „hell“ wie bei der Trompete, eine „V“-Trichterform erzeugt weniger Obertöne und der Klang wird weich und dunkel wie bei dem Flügelhorn oder Waldhorn.
Weiterhin begünstigt ein Mundstück mit 
- größerem Randdurchmesser und tiefem Kessel (= großes Volumen) einen vollen und warmen Ton.
- kleinem Randdurchmesser und flachem Kessel (= kleineres Volumen) einen grellen und schärferen Ton.

Im Jazz-Bereich wird mitunter ein extrem flacher Kessel oder ein Doppelkessel (ein weiterer kleiner Kessel im Übergang zur Seele) verwendet, um sehr „scharfe“ und „spitze“ (sehr obertonhaltige) Klänge zu erzeugen.
Bei historischen Instrumenten (Barocktrompete, Barockposaune) finden sich mitunter sehr große Kessel in Verbindung mit jeweils extrem scharfer Randinnenkante und Übergang in die Seele.
Beim Alphorn gibt es die Besonderheit, dass seine Spieler sowohl Trichter- als auch Kesselmundstücke bzw. Kombinationen hieraus in nahezu allen Randdurchmessern (s. o.) und Bohrungen (s. u.) verwenden. Dies liegt darin begründet, dass die meisten Alphornisten ursprünglich von einem anderen Blechblasinstrument kommen und ein Mundstück bevorzugen, welches ihrem gewohnten möglichst nahe kommt. Spezielle Adapter ermöglichen auch die Verwendung von Metallmundstücken, etwa von Posaune, Bariton oder Waldhorn.

### Seele und Rückbohrung

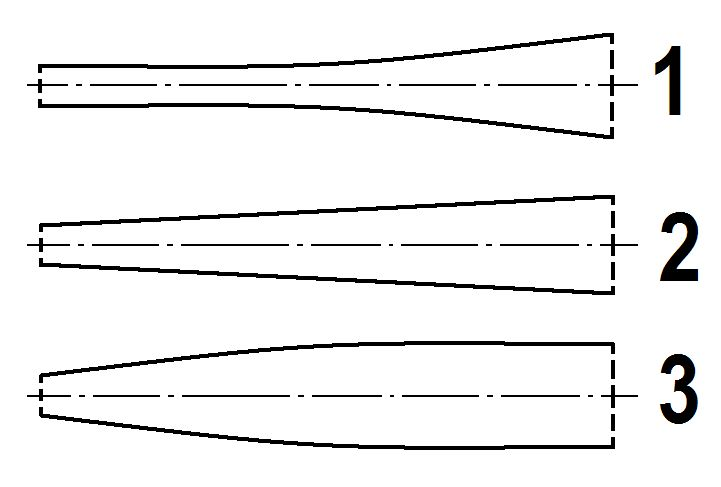
Drei verschiedene Mundstück-Rückbohrungen: 1 konkav; 2 linear; 3 konvex

Die Seele (auch Bohrung) ist ein kurzes zylindrisches Stück beziehungsweise der engste Durchmesser zwischen dem Kessel oder Trichter und der Rückbohrung. Typische Maße sind für:
- Trompete, Kornett, Flügelhorn: 3,6 – 4,4 mm
- Waldhorn, Wagnertuba: 3,8 – 4,8 mm
- Posaune: 5,8 – 8 mm
- Tenorhorn, Baritonhorn: 5,6 – 6,5 mm
- Euphonium: 6,6 – 7,2 mm
- Tuba: 7,6 – 8,6 mm

Die Rückbohrung ist der Beginn des konischen Rohres des Instruments. Ihre konkrete Mensur ist modellspezifisch durch Experimentieren festgelegt und wird im Allgemeinen beispielsweise bei Trompeten in fünf unterschiedliche Kategorien eingeteilt: eng, halbeng, mittel, halbweit und weit. In der Regel werden Standard-Trompeten-Mundstücke als „halbeng“ geliefert (beispielsweise Bach „7C“). Die Rückbohrung entsteht durch Ausdrehen des Innenkonus mit einem Drehmeißel oder durch Bearbeitung mit einer entsprechend geformten Reibahle. Der Längsschnitt kann von konkav (nach innen gekrümmt) über linear konisch (Kegelstumpf) bis konvex (nach außen gekrümmt) geformt sein.
Seele und Rückbohrung haben entscheidenden Einfluss auf die Tonstabilität und dessen Erzeugung beim Musizieren. Anwenderbezogen können ihre konkreten Maße variieren, jeder Bläser wählt sich auf Grundlage seiner subjektiven Empfindung ein individuelles Mundstück aus. Physikalisch gehören beide Elemente bereits zum eigentlichen Instrument und beeinflussen dessen Intonation beträchtlich.

### Mundstückschaft
Mundstücke haben einen konischen Schaft (heute meist Kegelverhältnis KV 1:20), mit dem sie ins Mundrohr des Instruments gesteckt werden. Damit sie individuell auswählbar sind, hat sich in den letzten Jahrzehnten deren absolute Größe in den verschiedenen Instrumentengattungen praktisch angeglichen. Für die Posaune und das Flügelhorn (je drei Größen) gibt es im Allgemeinen jeweils nur eine Größe.
Heute gebräuchlich bei den höher gestimmten Instrumenten (ab B-Trompete aufwärts) sind folgende Größen (jeweils am Beginn des Schaftes gemessen):
Kornett: ca. 8,7 mm mit englischem kurzen Schaft oder amerikanischem langen Schaft, amerikanisches Flügelhorn: ca. 9,5 mm, deutsches Flügelhorn: ca. 10 mm, Trompete: ca. 10 mm.
Nachbauten alter Barocktrompeten haben häufig den gleichen Schaft wie Tenorposaunen mit 10,8 mm.

### Mundstückbau
Aufgrund der vielfältigen Maßausführungen haben sich einige Mundstückmacher-Werkstätten auf den Mundstückbau spezialisiert, die ein Standardsortiment anbieten, aber auch individuelle Ausführungen anfertigen können. 

### Material
Das verwendete Grundmaterial ist in den meisten Fällen Messing. Da das Mundstück in direktem Kontakt mit den ständig leicht feuchten Lippen ist, ist ein galvanischer Überzug aus Silber üblich. Auch Gold oder Titan kommen zur Anwendung.
Mittlerweile ist es auch möglich Mundstücke aus Lexan herzustellen, einem Polycarbonat, welches glasklar ist und sich in jede beliebige Farbe einfärben lässt. Das Material ist sowohl für kalte als auch für warme Umgebung geeignet, da es sich schnell der Körperwärme anpasst.
Das Mundstück für Zink und Serpent ist in der Regel aus Grenadill, Horn oder Elfenbein, während Mundstücke für Alphorn und Büchel für gewöhnlich aus Holz gefertigt sind.

## Mundstücke für Holzblasinstrumente

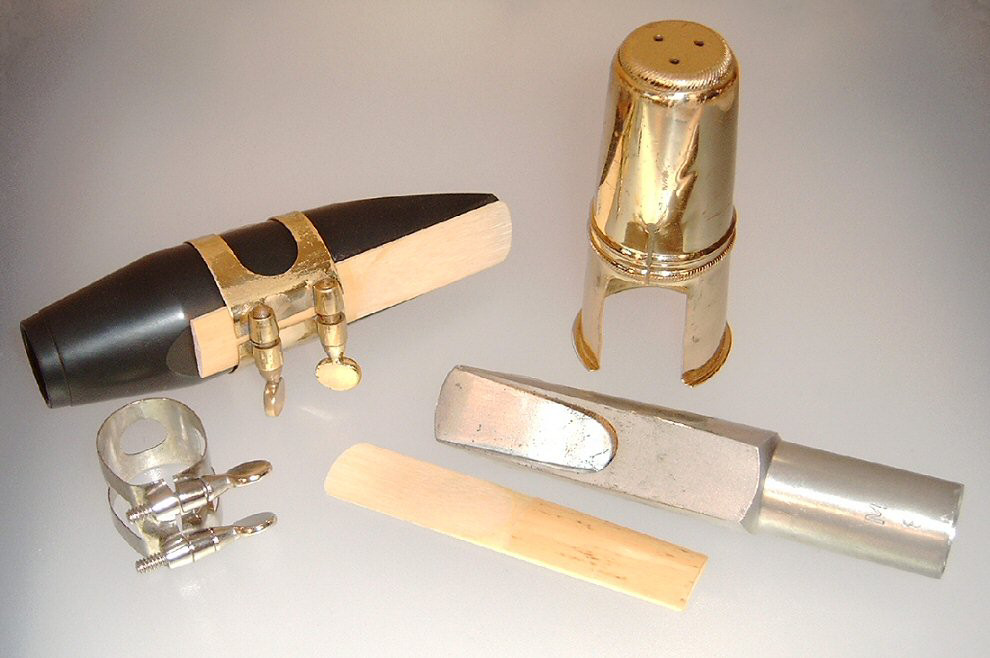
Rohrblatt-Mundstück für Tenorsaxophon (zerlegt und komplett) und Schutzkappe

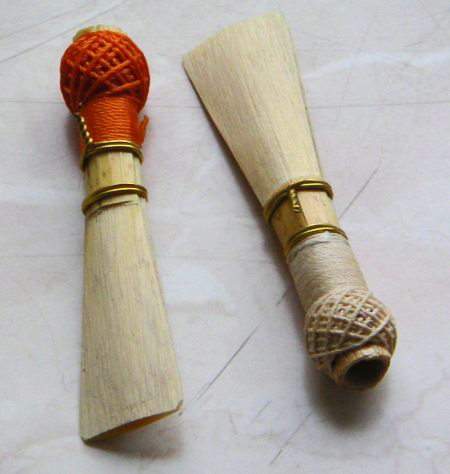
Doppelrohrblätter für Fagott

Die Gruppe der Holzblasinstrumente setzt sich aus Flöten und Rohrblattinstrumenten zusammen. Die Flöten werden in Flöten ohne Kernspalt (Längsflöten und Querflöten) und ohne Mundstück sowie in Kernspaltflöten unterteilt, von denen viele ein schnabelförmiges Mundstück besitzen (Schnabelflöten). Zu letzteren gehören die Blockflöte und die irische Tin Whistle, des Weiteren Pfeifen wie die Trillerpfeife.

### Mundstück für einfaches Rohrblatt
Das Mundstück mit einfachem Rohrblatt ist geformt wie ein Entenschnabel und unten offen. Diese Öffnung wird durch das Rohrblatt fast verschlossen. Beim Anblasen gerät das Rohrblatt in Schwingungen, so entsteht der Ton. Die Tonhöhe beeinflusst der Spieler durch den Ansatz und den Druck der Unterlippe, den Druck der Luftsäule, durch ein entsprechendes Erweitern (ähnlich dem normalen Gähnen) bzw. Verengen des Rachenraumes und die Klappenstellung des Instruments. Mundstücke mit einfachem Rohrblatt werden an vielen Einfachrohrblattinstrumenten verwendet, von denen Klarinette und Saxophon die bekanntesten sind.
Zur Befestigung des Blatts auf der Bahn des Mundstücks wird entweder eine Schnur mehrfach um Blatt und Mundstück gewickelt und verknotet oder das Blatt unter einer Metall- oder Plastikklemme von Hand mit einer oder zwei Klemmschrauben festgeklemmt. Diese Schrauben können je nach Wahl des Spielers auf der Ober- oder Unterseite angeordnet werden.
In Längsrichtung lässt sich das Blatt frei positionieren, so dass es entweder bündig mit dem spitzen Ende der Mundstückbahn abschließt (der Normalfall), leicht übersteht oder etwas kürzer reicht. Es geht dabei um Größenordnungen von Millimeterbruchteilen, maximal etwa zwei Millimeter in beiden Richtungen. Grundsätzlich lässt sich ein Instrument leichter anblasen, wenn das Blatt etwas übersteht.
Das Mundstück wird mit dem Blatt nach unten (zur Unterlippe hin) in den Mund genommen, die Schneidezähne drücken direkt auf die Oberseite des Mundstücks. Damit Letzteres nicht zu schnell mechanisch durchgekaut wird, wird oft ein robuster Gummiflicken (praktisch wie für einen Fahrradschlauchflicken) auf diese Oberseite geklebt.

### Mundstück für doppeltes Rohrblatt
Beim doppelten Rohrblatt nimmt der Spieler das Blatt ganz oder teilweise in den Mund und bildet so eine veränderbare Windkapsel, in der die Blätter schwingen können. Zu den Doppelrohrblattinstrumenten gehören zum Beispiel die Oboe, das Fagott und das Kontrafagott.